# Kajmán-szigeteki dollár
A kajmán-szigeteki dollár a Kajmán-szigetek hivatalos pénzneme. 1972-ben vezették be az 1969 óta használt jamaicai dollár helyett 1 : 1 átváltási aránnyal, 1969 előtt a jamaicai fontot használták. Jellegzetessége, hogy hagyományosan valamennyi érméjén és papírpénzén II. Erzsébet királynő portréja szerepel fő motívumként. 2023. január 30-án hivatalosan bejelentették, hogy 2024-től valamennyi érmén és papírpénzen az új uralkodó, III. Károly király portréja váltja az elhunyt királynőét.

## Bankjegyek

### 1972-es sorozat
1972-ben 1, 5, 10 és 25 dollárosból álló címletsort hozott forgalomba a Cayman Islands Currency Board. 1981-ben 40 dolláros, 1982-ben 100 dolláros, 1987-ben pedig az 50 dolláros került bevezetésre, ezeken II. Erzsébet  Anthony Buckley féle portréja szerepelt. A meglehetősen szokatlan névértékű 40 dollárost még az 1980-as években bevonták. 

### 1991-es és 1996-os sorozat
1991-ben idősebb, Peter Grugeon által készített II. Erzsébet portré került az 5, 10, 25 és 100 dolláros címletekre, továbbá a dizájnt kissé átalakították, javultak a biztonsági elemek is. 1996-ban az 1991-es típussal azonos 1, 5, 10, 25 és 100 dolláros címleteket bocsátottak ki. 1998-tól a kibocsátó neve Cayman Islands Monetary Authority-ra változott. Minden címletet bújtatott fémszállal láttak el. 1998-ban 1, 5, 10, 25 és 100 dolláros, 2001-ben 1, 5, 10 és 50 dolláros, 2003-ban 25 és egy a 2001-eshez képest módosított színű 50 dolláros, 2005-2006-ban pedig 1, 5, 10, 25 és 100 dolláros került kibocsátásra.

### 2003-as 1 dolláros emlékbankjegy
2003-ban a Kajmán-szigetek felfedezésének 500. évfordulójára egy, a forgalmitól kis mértékben eltérő 1 dollárossal emlékeztek meg.

### 2011-es sorozat
2011 áprilisában új bankjegysorozatot bocsátottak ki, ez 1, 5, 10, 25, 50 és 100 dollárosból áll, előoldalukon a királynő Mark Lawrence alkotta portréjával.
| Névérték   | Méret       | Szín                | Leírás                                                | Leírás                                          | Dátumok   | Dátumok          |
| Névérték   | Méret       | Szín                | Előlap                                                | Hátlap                                          | Nyomtatás | Kibocsátás       |
| ---------- | ----------- | ------------------- | ----------------------------------------------------- | ----------------------------------------------- | --------- | ---------------- |
| 1 dollár   | 156 x 66 mm | tengerkék, ibolya   | II. Erzsébet brit királynő, Pterophyllum              | Cayman Brac                                     | 2010      | 2011. április 4. |
| 5 dollár   | 156 x 66 mm | zöld                | II. Erzsébet brit királynő, Közönséges cserepesteknős | Kajmán papagáj                                  | 2010      | 2011. április 4. |
| 10 dollár  | 156 x 66 mm | vörös               | II. Erzsébet brit királynő, rák                       | orchidea                                        | 2010      | 2011. április 4. |
| 25 dollár  | 156 x 66 mm | barna               | II. Erzsébet brit királynő, Callop kagyló             | Callop kagyló, halak, Közönséges cserepesteknős | 2010      | 2011. április 4. |
| 50 dollár  | 156 x 66 mm | lila                | II. Erzsébet brit királynő, tüskésrája                | tüskésrája                                      | 2010      | 2011. április 4. |
| 100 dollár | 156 x 66 mm | narancssárga, vörös | II. Erzsébet brit királynő, szkúner                   | Pénzügyi Központ George Town-ban                | 2010      | 2011. április 4. |

### 2020-as 1 dolláros emlékbankjegy
2020-ban a National Heroes Day napján, a kajmán-szigeteki alkotmány elfogadásának 60. évfordulójára egy 1 dolláros emlékbankjegyet bocsátottak ki. A 2011-es sorozat 1 dollárosától az emlékbankjegy a 60. évfordulós logóban ("Celebrate Cayman 60. Years of our first Constitution"), és egy bújtatott, három dimenziós hatású fémszálban tér el.

### 2022-es 25 és 50 dolláros emlékbankjegy
2022-bem a Cayman Islands Monetary Authority (CIMA) 1997-es megalakulásának 25. évfordulójára egye-egy 25 és 50 dolláros emlékbankjegyet hoztak forgalomba. A 2010-es széria 25 és 50 dollárosától a két emlékbankjegy a használt biztonsági elemekben tér el, a 2011-es sorozat hologram hatású, tagolt fémcsíkjával szemben a két emlékbankjegyen bújtatott, hologram hatású fémszál, és a királynő portréja mellett egy nagyméretű, ovális hologramos ábra látható, a 25. évforduló logójával.

### 2023-as 70 dolláros emlékbankjegy
II. Erzsébet halálának egyéves, és uralkodásának 70 éves platinajubileuma alkalmából egy, stílusában a 2011-es sorozat címletei közé illeszkedő, emlék 70 dolláros került kibocsátásra, 10 000 példányban (sorozatszámː Q/1 00001 - Q/1 10000. A palaszürke, barna és narancssárga alapszínű bankjegy előoldalán II. Erzsébet királynőnek a 2011-es sorozat címletein látható portréja szerepel, az uralkodó koronás, "EIIR" névjelével és az "1952-2022" évszámokkal. A hátoldalon három uralkodóportré látható, balról jobbra II. Erzsébet Anthony Buckley féle képmása, középen a királynő Peter Grugeon féle portréja (ezek az 1972-es, illetve az 1991-es kajmáni sorozat címletein szerepeltek), végül balra az uralkodó 1983-as kajmán-szigeteki látogatása során virágcsokrot tartó alakja látható. 

### 2024-es sorozat
II. Erzsébet királynő halála után várhatóan 2024-ben jelennek meg III. Károly király portréjával ellátott bankjegyek.

## Galéria

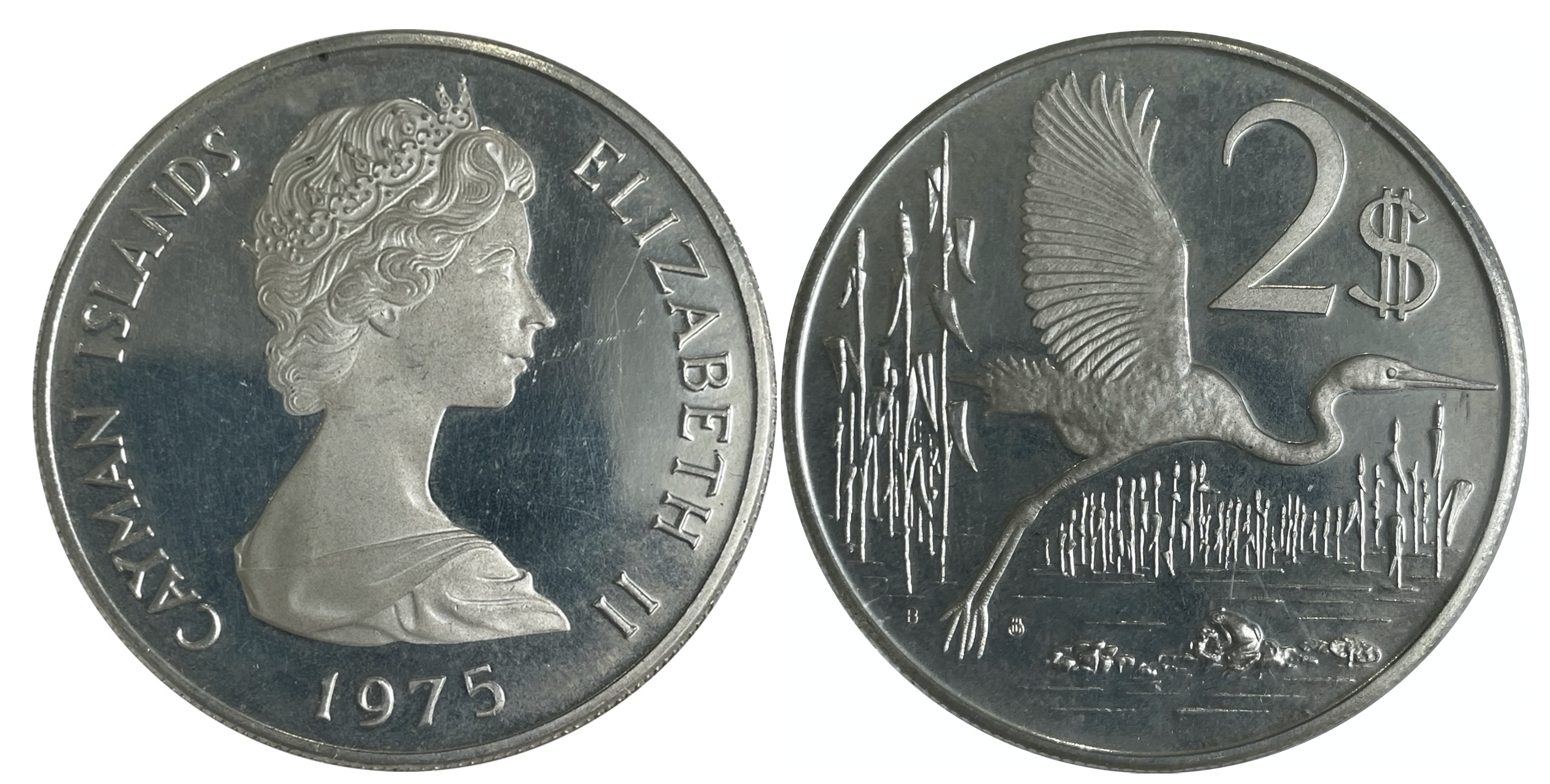
Kajmán-szigeteki, 1975-ös 2 dolláros érme.
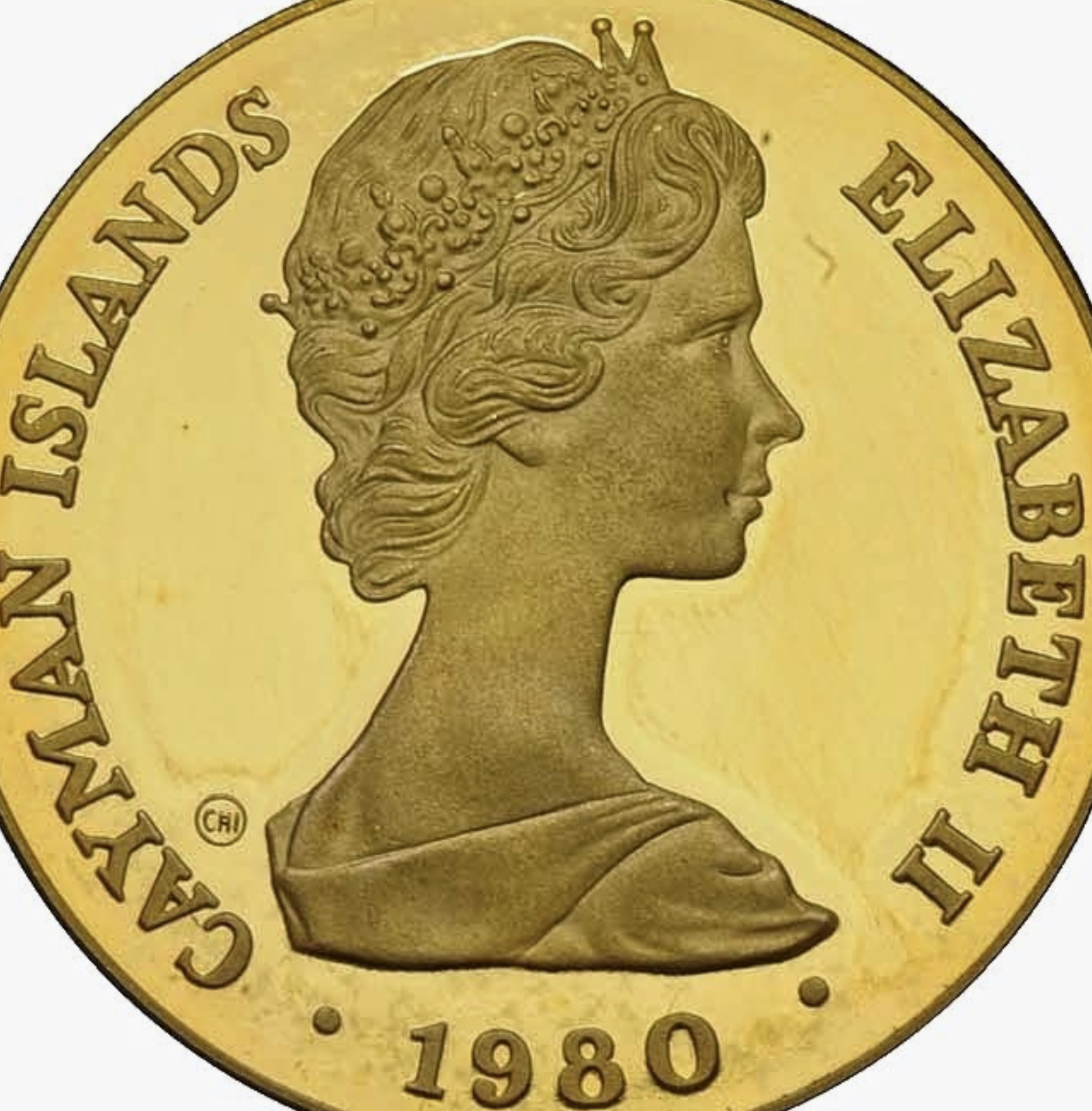
Kajmán-szigeteki, 1975-ös, arany 25 dolláros érme előoldala, II. Erzsébet királynő Arnold Machin tervezte portréjával.